# Автоинформатор
Автоинформатор — система автоматического воспроизведения сообщений по телефону. Область применения - корпоративная телефония.
Назначение автоинформаторов — экономия человеческих ресурсов (уменьшение числа секретарей «на телефоне») и, соответственно, средств компаний.
Автоинформатор подключается к УАТС компании и воспроизводит всем звонящим клиентам какие-либо сообщения (информационные или просто музыку). Например, в автоинформатор может быть загружено сообщение, в котором приятный женский голос сообщает, например, информацию о фирме, дополнительные телефоны для связи, номера факсов и т. п.

## Виды автоинформаторов
Различают два вида автоинформаторов:
- автоинформаторы MOH (Message/Music on Hold), подключаемые к специальному входу MOH или абонентской линии УАТС;
- автоинформаторы, подключаемые к абонентской линии УАТС (порт FXS).

### Автоинформаторы MOH
Самый популярный вид автоинформаторов — MOH (Message On Hold). Чаще всего они уже встроены в телефонные станции. Внешние устройства используются реже. Автоинформатор МОН подключается к специальному входу и занимается непрерывным циклическим воспроизведением аудио-сообщений, находящимся «на удержании» абонентам
УАТС.
Помимо простых устройств, которые повторяют только одну фразу или мелодию, более дорогие модели поддерживают локальную и/или дистанционную загрузку произвольных сообщений. Это часто бывает необходимо в тех случаях, когда есть какая-то важная информация, которую необходимо предоставить клиенту. Единственный
недостаток использования автоинформатора это то, что сообщение воспроизводится циклически.

### Автоинформаторы для абонентских линий
Иной класс — автоинформаторы для абонентских линий (АЛ). Эти устройства подключаются к аналоговым абонентским линиям и обладают рядом дополнительных возможностей. Автоинформаторы для абонентских линий работают по следующему алгоритму: при поступлении вызова они занимают линию, воспроизводят аудио-сообщение от начала и до конца и осуществляют «отбой».
Более продвинутые модели после информирования клиентов могут перевести вызов на другую линию. Для этого автоинформатор формирует сигнал кратковременного отбоя и затем выдает запрограммированный набор
DTMF цифр (набирает новый номер в «тоновом» режиме), переадресуя звонок, скажем, на секретаря. Этот механизм используется очень широко при информировании клиентов, например, как добраться до офиса,
специальных предложениях на какие-то товары, ответы на распространенные вопросы и т. п.

## Как используют автоинформаторы?
Обычно секретарь (в офисе) и автоинформатор работают параллельно. На автоинформатор записывают несколько сообщений и отводят для него несколько телефонных линий. В зависимости от вопроса клиента, секретарь переводит клиента на линию с соответствующей информацией. После прослушивания сообщения автосекретарь может либо положить трубку, либо перевести вызов на какую-либо внутреннюю линию (секретаря или сотрудника). Весь этот механизм работы относится к категории «ЧаВо» (часто задаваемые вопросы).
Возможны и другие варианты использования автоинформаторов. Например, есть какая-то информация, которую необходимо предоставить звонящим еще до того, как они будут разговаривать с кем-то из сотрудников. Клиент звонит и сразу попадает на автоинформатор. После того, как он прослушает информацию, вполне возможно, что помощь сотрудника ему уже и не понадобится. Ещё один вид использования автоинформатора - это автодозвон до абонента и воспроизведение заранее подготовленного сообщения в том числе персонализированного. Этот вид автоинформаторов называется FBX AutoDialer.